# Dolichotetranychus muhlenbergia
Dolichotetranychus muhlenbergia är en spindeldjursart som beskrevs av Baker och James P. Tuttle 1972. Dolichotetranychus muhlenbergia ingår i släktet Dolichotetranychus och familjen Tenuipalpidae. Inga underarter finns listade i Catalogue of Life.